# Gyraulus chinensis
Gyraulus chinensis е вид охлюв от семейство Planorbidae. Видът не е застрашен от изчезване.

## Разпространение и местообитание
Разпространен е във Виетнам, Монголия, Папуа Нова Гвинея, Провинции в КНР, Тайван, Хонконг, Южна Корея и Япония. Внесен е във Великобритания, Испания, Италия, Китай, Португалия, Франция и Чехия.
Обитава сладководни басейни и реки.

## Описание
Популацията на вида е нарастваща.